# AS Loon Plage Basket
El AS Loon Plage Basket es un equipo de baloncesto francés con sede en la ciudad de Loon-Plage, que compite en la NM1, la tercera competición de su país. Disputa sus partidos en la Salle Léo-Lagrange, con capacidad para 150 espectadores.

## Trayectoria
| Temporada | Nivel | Liga | Pos.          | Resultado          | Copa de Francia |
| --------- | ----- | ---- | ------------- | ------------------ | --------------- |
| 2017-18   | 5     | NM3  | 2.º (Grupo H) | Ascenso            | -               |
| 2018-19   | 4     | NM2  | 5.º (Grupo C) | -                  | -               |
| 2019-20*  | 4     | NM2  | 3.º (Grupo C) | -                  | -               |
| 2020-21   | 4     | NM2  | 3.º (Grupo C) | -                  | -               |
| 2021-22   | 4     | NM2  | 2.º (Grupo C) | Ascensoplay-offs   | -               |
| 2022-23   | 3     | NM1  | 3.º (Grupo A) | Campeonesplay-offs | 64.os de final  |
| 2023-24   | 3     | NM1  | 5.º (Grupo A) | Octavos de final   | 64.os de final  |

*La temporada fue cancelada debido a la pandemia del coronavirus.

## Palmarés
- NM1

-   -  Campeones Play-Offs (1): 2023

- NM2

-   -  Subcampeones Grupo C (1): 2022

- NM3

-   -  Subcampeones Grupo H (1): 2022

## Jugadores destacados
| - Ron Anderson Jr. (2022-2023) - Jordan Robertson (2023-) - Christopher Dauby (2022-2022) - Paul-Lou Duwiquet (2023-) |  | - Tony Housieaux (2022-2023) - Théo Rey (2023-2024) - Antoine Rojewski (2022-2023) |